# Sielsowiet Oziaty
Sielsowiet Oziaty (biał. Азяцкі сельсавет, ros. Озятский сельсовет) – sielsowiet na Białorusi, w obwodzie brzeskim, w rejonie żabineckim, z siedzibą w Oziatach.
W 512 gospodarstwach domowych mieszka 1041 osób. Największymi miejscowościami są Oziaty (546 mieszkańców) i Stara Wieś (386 mieszkańców). Liczba mieszkańców każdej z pozostałych wsi nie przekracza 40 osób.

## Miejscowości
- agromiasteczko:
  - Oziaty
- wsie:
  - Barany
  - Barańce
  - Hatcza
  - Perełunie
  - Stara Wieś
  - Syczewo
  - Telaki
  - Tomaszki
- chutory:
  - Liski
  - Mielniki